# Свердловини законсервовані
Свердловини законсервовані (рос. скважины законсервированные; англ. conserved wells; нім. konservierte Sonden f pl) — свердловини, на які є дозвіл на консервацію незалежно від призначення і причини консервації, в тому числі які прийняті від бурових підприємств у стані консервації або законсервовані з моменту прийняття їх від бурових підприємств. Якщо після закінчення встановленого терміну консервації свердловина не підлягає ліквідації, то вона переводиться у відповідний фонд у залежності від її призначення.
Можуть бути законсервовані:
- а) розвідувальні свердловини, які закінчені випробуванням на розвіданих родовищах і в подальшому можуть бути використані при розробці цих родовищ; загальний термін консервації не повинен перевищувати 10 років, а після цього терміну вони підлягають ліквідації як такі, що виконали геологічне призначення;

- б) експлуатаційні і нагнітальні свердловини — випереджуючі на термін не більше 5-ти років, експлуатація яких припинена з різних причин (у зв'язку із здійсненням науково-дослідних робіт з розробки родовища; внаслідок обводнення; з метою протипожежної і санітарної охорони, охорони надр).